# Лабиш, Николае
Никола́е Лаби́ш (рум. Nicolae Labiş; 2 декабря 1935 — 22 декабря 1956) — румынский поэт.
Первые публикации стихов осуществил ещё в школьные годы. При жизни составил две книги стихов — «Смерть косули» (1955, изд. 1964) и «Первые влечения» (1956).
Погиб в 21 год. В 1958 году на основе двух созданных автором стихотворных книг был составлен и издан сборник «Борьба с инерцией» (1958).
На русский язык стихи Лабиша переводила Анна Бессмертная.
Похоронен в Бухаресте на кладбище Беллу.

## Лабиш в русских переводах
- Молодые поэты Румынии. — М., 1966
- Библиотека Всемирной Литературы. Т. 171. — М.: Художественная литература, 1976.